# Paulo Corrêa Júnior
Paulo Alves Corrêa Júnior (Santos, 24 de abril de 1976) é um político brasileiro, filiado ao Partido Social Democrático (PSD). 
Atualmente é deputado estadual pelo estado de São Paulo, reeleito nas eleições de 2018 pelo Patriota com 46.438 votos.